# Norman Brook
Norman Craven Brook (29 avril 1902 - 15 juin 1967) est un haut-fonctionnaire britannique. Il est Secrétaire du cabinet entre 1947 et 1962 ainsi que co-secrétaire permanent du Trésor de Sa Majesté et chef de la fonction publique intérieure de 1956 à 1962.

## Jeunesse et éducation
Brook est né au 18 Cricklade Road, Bristol, fils de Frederick Charles Brook (1867-1937) et d'Annie (décédée en 1921), fille de Thomas Smith, de Bradford, Yorkshire de l'Ouest. Frederick Brook est à différentes époques maître d'école, inspecteur des écoles, évaluateur des impôts et inspecteur de district pour le ministère de la Santé. Il est le fils de George Brook, de Bradford, un ébéniste. Harold Macmillan est fasciné par le fait que Brook, son secrétaire de cabinet, n'ayant "aucune expérience" et étant d'origine relativement modeste, possédait "un jugement remarquablement solide". Brook fait ses études à la Wolverhampton Grammar School et au Wadham College d'Oxford.

## Carrière
Brook rejoint la fonction publique intérieure en 1925 et atteint le grade de principal en 1933 et de secrétaire adjoint en 1938. Il est secrétaire privé principal de John Anderson de 1938 à 1942, secrétaire adjoint (civil) du cabinet de guerre en 1942, secrétaire permanent au ministère de la reconstruction de 1943 à 1945, secrétaire supplémentaire du cabinet de 1945 à 1946, et Secrétaire du cabinet de 1947 à 1962. Il est également co-secrétaire permanent du Trésor et chef de la fonction publique intérieure de 1956 à 1962. Brook est nommé Compagnon de l'Ordre du Bain (CB) en 1942, promu Chevalier Commandeur (KCB) en 1946 et Chevalier Grand-Croix (GCB) en 1951, et admis au Conseil privé en 1953.
Churchill et Brook travaillent ensemble pendant la Seconde Guerre mondiale et le gouvernement de Churchill de 1951 à 1955. Brook est membre de The Other Club. Brook succède à Sir Edward Bridges en tant que secrétaire du Trésor en 1956. Il y reste jusqu'en 1962.
Le 24 janvier 1963, il est élevé à la pairie en tant que baron Normanbrook, de Chelsea dans le comté de Londres. Entre 1964 et 1967, il est président du conseil des gouverneurs de la BBC. Il est l'un des douze porteurs aux funérailles de Winston Churchill en 1965.

## Vie privée
Lord Normanbrook épouse Ida Mary, fille d'EA Goshawk, en 1929. Il meurt en juin 1967, à l'âge de 65 ans, et la baronnie s'éteint.